# Psychomyia deidameia
Psychomyia deidameia är en nattsländeart som beskrevs av Malicky 2000. Psychomyia deidameia ingår i släktet Psychomyia och familjen tunnelnattsländor. Inga underarter finns listade i Catalogue of Life.